# Черепанов, Юрий Леонидович
Юрий Леонидович Черепанов (26 января 1950 — 6 октября 2016, Москва, российская Федерация) — советский и российский спортсмен и тренер по боксу, заслуженный тренер России.

## Биография
Как спортсмен имел звание мастера спорта СССР по боксу.
В качестве тренера являлся ведущим специалистом Федерального центра подготовки спортивного резерва. Также являлся начальником юношеской сборной России боксу, в составе которой были подготовлены будущие чемпионы и призеры Олимпийских игр, победители и призеры чемпионатов мира и Европы.

## Награды и звания
Заслуженный тренер России.